# Diglossa venezuelensis
El pinchaflor venezolano, roba néctar negro, roba néctar de Venezuela o diglosa venezolana (Diglossa venezuelensis) es una especie de ave paseriforme de la familia Thraupidae, perteneciente al numeroso género Diglossa. Es endémico de Venezuela.

## Distribución y hábitat
Se encuentra únicamente y de forma fragmentada en una pequeña región del noreste de Venezuela, en el macizo de Turimiquire, en la frontera entre los estados de Sucre y Monagas y una población en la península de Paria.
Esta especie es actualmente rara y local en sus hábitats naturales: los bosques montanos y sus bordes y los crecimientos secundarios, principalmente entre 1500 y 2400 m de altitud, raramente por debajo de los 850 m.

## Estado de conservación
El pinchaflor venezolano ha sido calificado como amenazado de extinción por la Unión Internacional para la Conservación de la Naturaleza (IUCN) debido a que su pequeña población, estimada entre 670 a 11 000 individuos maduros, además de ocupar una pequeña zona de distribución y restringirse a unas pocas localidades, se divide en pequeñas subpoblaciones. Áreas significativas de hábitat conveniente todavía permanecen, pero se encuentran en declinio debido al cambio de las prácticas de agricultura y a la conversión de su hábitat.

## Sistemática

### Descripción original
La especie D. venezuelensis fue descrita por primera vez por el ornitólogo estadounidense Frank Michler Chapman en 1925 bajo el mismo nombre científico; su localidad tipo es: «Carapas, 5600 pies [c. 1710 m], Sucre, Venezuela». El holotipo, un macho adulto colectado el 28 de marzo de 1925, se encuentra depositado en el Museo Americano de Historia Natural bajo el número AMNH 188021.

### Etimología
El nombre genérico femenino Diglossa proviene del griego «diglōssos» que significa de lengua doble, que habla dos idiomas; y el nombre de la especie «venezuelensis» se refiere a Venezuela, el país de residencia de la especie.

### Taxonomía
Es monotípica. Los amplios estudios filogenéticos recientes demuestran que la presente especie es hermana de Diglossa albilatera.